# Vladislav Iosifovič Bortkevič
Vladislav Iosifovič Bortkevič, in russo Владислав Иосифович Борткевич?, (San Pietroburgo, 7 agosto 1868 – Berlino, 15 luglio 1931), è stato un economista e statistico russo di origine polacca.

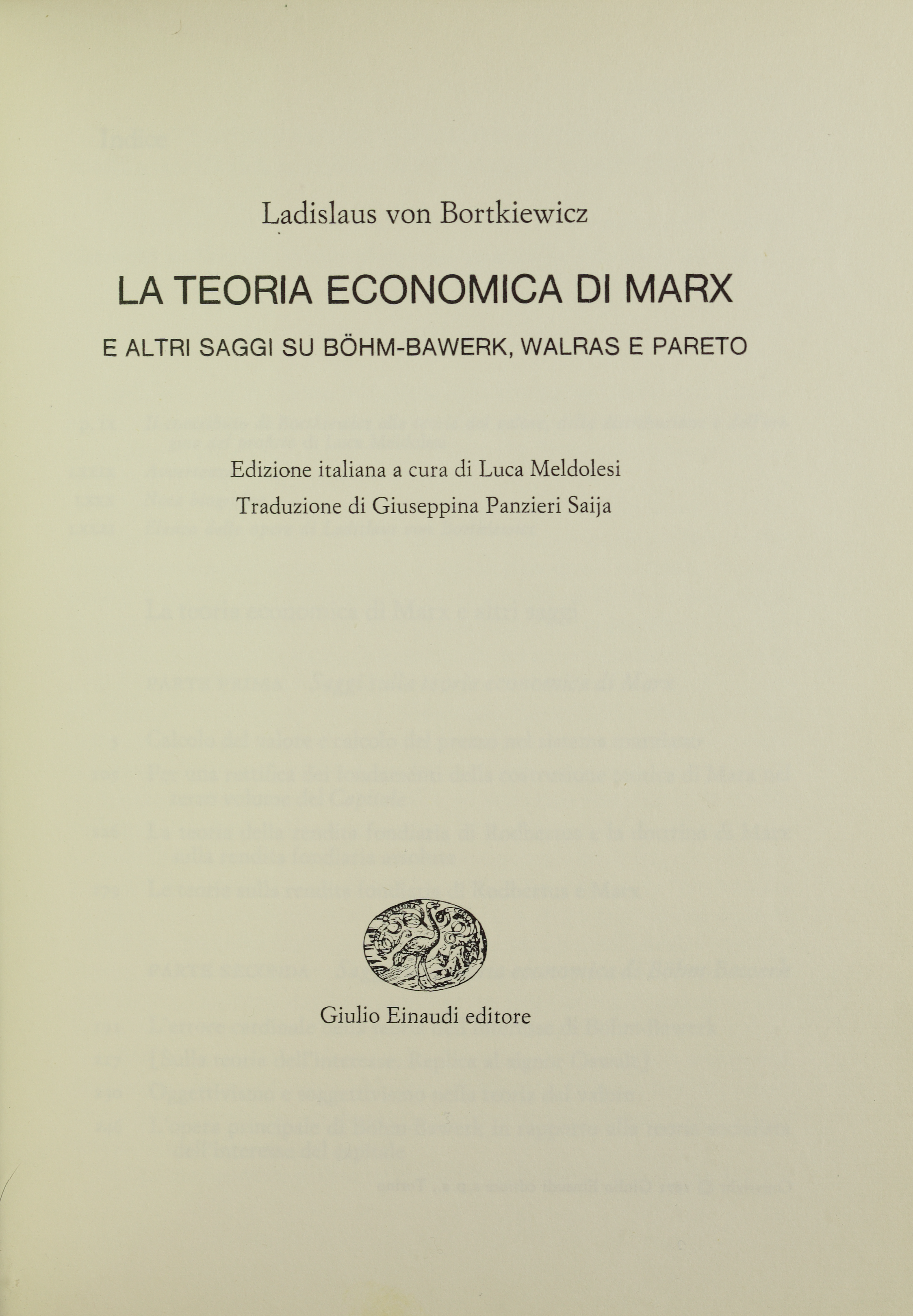
La teoria economica di Marx, 1971

Viene anche individuato come Ladislaus (Josephovich von) Bortkiewicz, come Władysław Bortkiewicz (in polacco) e come Ladislaus Josephowitsch (von) Bortkiewicz (in tedesco).

## Biografia
Nel 1890 ottenne la laurea in giurisprudenza, e nel 1898 pubblicò La legge dei piccoli numeri (Das Gesetz der kleinen Zahlen), un saggio sulla distribuzione di Poisson. In questo libro mostrava come eventi con bassa frequenza presso una grande popolazione si distribuissero come una distribuzione poissoniana anche al variare delle probabilità degli eventi. Si tratta del libro che rese famosi i dati sugli incidenti mortali da cavallo presso i 14 reparti della cavalleria prussiana nell'arco di 20 anni. Bortkiewicz dimostrava appunto come tali dati seguissero la distribuzione statistica in questione. Il libro analizzava pure la statistica di bambini suicidi. Alcuni storici della matematica argomentano che la variabile casuale di Poisson dovrebbe chiamarsi "variabile casuale di Bortkiewicz".
In economia politica Bortkiewicz è noto per l'analisi della teoria sul valore della moneta di Marx esposta negli ultimi due volumi de Il Capitale.
Bortkiewicz individua un problema nel concetto di trasformazione delle categorie di valore in prezzo che, se dimostrato, minerebbe la pretesa di Marx di aver individuato un'importante base dell'economia capitalista. Quest'opera ha formato la basi per le importanti riflessioni fatte da Joseph Schumpeter, Paul Sweezy e altri.

## Opere
- Recensione di "Léon Walras, Éléments d'économie politique pure, 2e édit.", Revue d'économie politique, 1890.
- (DE) Das Gesetz der kleinen Zahlen, 1898.
- "Wertrechnung und Preisrechnung im Marxschen System", Archiv fur Sozialwissenschaft und Sozialpolitik, 1906-1907.
- "On the Correction of Marx's Fundamental Theoretical Construction in the Third Volume of Capital", traduzione.
- Die Iterationen, 1917
- "Value and Price in the Marxian System", IEP, 1952.

### Edizioni in italiano
- La teoria economica di Marx e altri saggi su Böhm-Bawerk, Walras e Pareto, Nuova biblioteca scientifica Einaudi 33, Torino, Einaudi, 1971.